# Reacție Boudouard

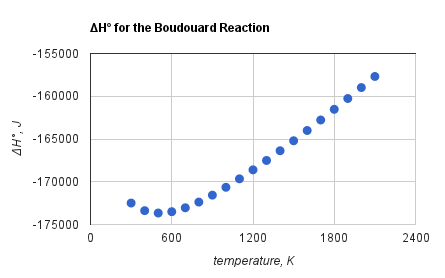
Entalpia standard a reacției Boudouard la diferite temperaturi (în K)

Reacția Boudouard, denumită după Octave Leopold Boudouard, este o reacție redox ce implică un echilibru chimic a unui amestec de monoxid de carbon și dioxid de carbon, la o anumită temperatură. Este de fapt o reacție de disproporționare a monoxidului de carbon în dioxid de carbon și grafit, sau inversul acestui proces:
2CO  CO
2 + C
Reacția Boudouard formează dioxid de carbon și carbon și este exotermă la orice temperatură. Cu toate acestea, entalpia standard a reacției Boudouard devine mai puțin negativă odată cu creșterea temperaturii, după cum se observă în imagine.
În timp ce entalpia de formare a CO
2 (−393,509 kJ/mol) este mai mare decât cea a CO (−110,525 kJ/mol), entropia de formare este mult mai mică. În consecință, energia liberă standard de formare a CO
2 din elementele sale componente este aproape constantă și independentă de temperatură, în timp ce energia liberă de formare a CO scade odată cu temperatura. La temperaturi ridicate, reacția directă devine endergonică, favorizând reacția inversă (exergonică), chiar dacă reacția directă este încă exotermă.
Efectul temperaturii asupra reacției Boudouard este mai bine reprezentat de valoarea constantei de echilibru decât de energia liberă standard de reacție. Valoarea log 10(K eq) pentru reacție în funcție de temperatură în Kelvin (pentru valori între 500-2200 K) este de aproximativ: 
{\displaystyle \log _{10}(K_{\rm {eq}})={\frac {9141}{T}}+0.000224T-9.595}
log10(Keq) are valoarea zero la 975 K.

## Aplicații
Inversa acestei reacții este studiată pentru folosirea în pile de combustie care să permită oxidarea electrochimică directă a cărbunelui.